# 斑點俯海鯰
斑點俯海鯰為輻鰭魚綱鯰形目海鯰科的其中一種，分布於西南大西洋的阿根廷半鹹水水域，體長可達30公分，棲息在底層水域，屬肉食性，生活習性不明。

## 擴展閱讀
維基物種上的相關：斑點俯海鯰